# Generali Ladies Linz 2012
Generali Ladies Linz 2012 — тенісний турнір, що проходив на закритих кортах з твердим покриттям. Це був 26-й за ліком Linz Open. Належав до категорії International у рамках Туру WTA 2012. Відбувся на TipsArena Linz у Лінці (Австрія). Тривав з 8 до 14 жовтня 2012 року.

## Учасниці основної сітки в одиночному розряді

### Сіяні учасниці
| Країна     | Гравчиня           | Рейтинг1 | Сіяна |
| ---------- | ------------------ | -------- | ----- |
| Білорусь   | Вікторія Азаренко  | 1        | 1     |
| Сербія     | Ана Іванович       | 12       | 2     |
| Словаччина | Домініка Цібулкова | 13       | 3     |
| Чехія      | Луціє Шафарова     | 18       | 4     |
| Німеччина  | Юлія Гергес        | 21       | 5     |
| Бельгія    | Яніна Вікмаєр      | 25       | 6     |
| Австрія    | Таміра Пашек       | 27       | 7     |
| Німеччина  | Сабіне Лісіцкі     | 28       | 8     |

- Рейтинг подано станом на 1 жовтня 2012

### Інші учасниці
Нижче наведено учасниць, які отримали вайлдкард на участь в основній сітці:
- Ана Іванович
- Патріція Майр-Ахлайтнер
- Андреа Петкович

Нижче наведено гравчинь, які пробились в основну сітку через стадію кваліфікації:
- Меллорі Бердетт
- Кірстен Фліпкенс
- Бетані Маттек-Сендс
- Леся Цуренко

Такі тенісистки потрапили в основну сітку як Щасливі лузери:
- Ірина-Камелія Бегу
- Каталіна Кастаньйо

### Відмовились від участі
- Івета Бенешова
- Домініка Цібулкова (травма плеча)
- Роберта Вінчі
- Анна Татішвілі (вірусна інфекція)
- Яніна Вікмаєр (вірусне захворювання)

### Знялись
- Леся Цуренко (травма плеча)

## Учасниці основної сітки в парному розряді

### Сіяні пари
| Країна    | Гравчиня             | Країна | Гравчиня            | Рейтинг1 | Сіяна |
| --------- | -------------------- | ------ | ------------------- | -------- | ----- |
| Німеччина | Анна-Лена Гренефельд | Чехія  | Квета Пешке         | 31       | 1     |
| Німеччина | Юлія Гергес          | Чехія  | Барбора Стрицова    | 52       | 2     |
| ПАР       | Наталі Грандін       | Чехія  | Владіміра Угліржова | 79       | 3     |
| Росія     | Віра Душевіна        | Польща | Алісія Росольська   | 97       | 4     |

- 1 Рейтинг подано станом на 1 жовтня 2012

### Інші учасниці
Нижче наведено пари, які отримали вайлдкард на участь в основній сітці:
- Барбара Гаас /  Патріція Майр-Ахлайтнер
- Роміна Опранді /  Андреа Петкович

Наведені нижче пари отримали місце як заміна:
- Кікі Бертенс /  Аранча Рус

### Знялись
- Владіміра Угліржова (травма спини)

## Переможниці та фіналістки

### Одиночний розряд
- Вікторія Азаренко —  Юлія Гергес, 6–3, 6–4

### Парний розряд
- Анна-Лена Гренефельд /  Квета Пешке —  Юлія Гергес /  Барбора Стрицова, 6–3, 6–4